# Floor Wibaut jr.
Florentinus (Floor) Wibaut (Middelburg, 31 mei 1887 - Zeist, 7 mei 1974) was een Nederlandse politicus en oogarts.
Hij was de zoon Mathilde Berdenis van Berlekom en Floor Wibaut sr. Hijzelf trouwde in 1913 met Maria Sophia Frederike Bastert. Het echtpaar kreeg vier kinderen, onder wie Jos Wibaut. Ten tijde van zijn overlijden was hij getrouwd met Martha Frieda (Friedel) de Fries, eerder getrouwd met Ernst Henri Ellard Louis Cabos.
Hij studeerde geneeskunde aan de Universiteit van Amsterdam en behaalde er in 1911 zijn artsendiploma. Hij bleef doorleren en promoveerde in 1932. Floor Wibaut werkte langere tijd als oogarts. Hij werkte tussen 1922 en 1946 (met een onderbreking in 1936) ook voor de Gemeente Amsterdam, de GGD Amsterdam, bijvoorbeeld in het ziekenhuis aan de Tesselschadestraat en oogheelkundige polikliniek. Hij was medisch medewerker bij Het Parool (1955-1968). Hij was voorts bestuurslid bij de Koninklijke Nederlandsche Maatschappij tot bevordering der Geneeskunst (werd er erelid) en de Amsterdamse Specialisten Vereniging. 
Tussen 1945 en 1958 was hij met onderbrekingen vier periodes lang voor de PvdA lid van de Eerste Kamer. In de Tweede Wereldoorlog was hij actief in het artsenverzet. Na de oorlog vervulde hij functies op het gebied van de volksgezondheid; dit was tevens voornamelijk het terrein waarmee hij zich in de Eerste Kamer bezighield. 
Na zijn overlijden werd hij gecremeerd op Westerveld.
- Biografisch Portaal: 09250094
- Parlement.com: vg09llcz55yk